# Portrait der Mme***
Portrait der Mme*** (Madame Durant), auch als Die Dame mit dem Handschuh bezeichnet, ist ein von Emile Auguste Carolus-Duran gemaltes Porträt. Das im Jahr 1869 entstandene Bildnis ist 228 Zentimeter hoch und 164 Zentimeter breit und wurde mit Öl auf Leinwand gemalt. Die Dargestellte ist die Ehefrau des Malers, Pauline Carolus-Duran. Das Porträt wurde zum Salon de Paris des Jahres 1869 eingereicht und brachte dem Künstler gute Kritiken, Publikumszuspruch und eine Medaille ein. Das Portrait der Mme*** befindet sich heute im Musée d’Orsay in Paris.

## Bildbeschreibung
Das Bild Portrait der Mme*** wird von Schwarz- und Grautönen dominiert. Pauline Carolus-Duran trägt ein schwarzes Seidenkleid vor einer grauen Wand, die auf halber Höhe waagerecht durch eine Leiste unterteilt ist, so dass der untere Teil der Wand dunkler ist als der obere. Im Raum fehlen jegliche Objekte, die von der Figur ablenken könnten. Bei dem Kleid handelt es sich um ein zum Ausgehen oder Empfang von Besuch geeignetes Model, das mit Spitze verziert ist. Die Dargestellte trägt ein Korsett und darüber ein figurbetontes Oberteil, das mit Band- und Spitzenbesatz an der Ärmeleinsatznaht versehen ist. Der Rock ist nachschleppend und hat eine Gesäßschleife. Akzente bilden die rote Rose als Brustschmuck, die weißen Manschetten, der Ohrschmuck und die einer Haube ähnelnde Kopfbedeckung mit Spitze und einer gelben Rose. Der Spitzenbesatz lockert die harten Konturen des Bildes aus und setzt sich in der Bordüre, die in der Wandmitte rechts der Porträtierten besonders deutlich zu erkennen ist, und der goldenen Zierleiste fort.
Die Porträtierte trägt Handschuhe aus Glacé- oder Veloursleder, die sie im festgehaltenen Moment abstreift. Einer davon ist bereits zu Boden gefallen. Damit ist in dem Bild eine kleine Handlung gegeben. Außerdem steht diese kokette Geste im Kontrast zur seriösen Kleidung der Frau. Das Porträt ist in der linken unteren Bildecke mit Carolus-Duran. 1869. signiert.

## Vorbilder
Im Portrait der Mme*** verarbeitete Emile Auguste Carolus-Duran Eindrücke einer Spanienreise in den Jahren 1866 und 1867. Dabei sah er Werke von Diego Rodríguez de Silva y Velázquez, die er sehr schätzte. In Anlehnung daran wählte Carolus-Duran die Komposition mit der schwarz gekleideten Figur vor grauem Hintergrund. Diese ist zum Beispiel auch im Gemälde Junger Mann im Kostüm eines Majo vom ebenfalls von Spanien begeisterten Édouard Manet, mit dem Carolus-Duran befreundet war, gegeben. Ein weiteres Vorbild war das Porträt Camille im grünen Kleid von Claude Monet. Beim Salon de Paris des Jahres 1866 sah Carolus-Duran dieses Bild, als er selbst das Gemälde Der Ermordete: Erinnerung an die römische Campagna präsentierte, und lernte auch Monet persönlich kennen. In der Camille sind einige Elemente des Portrait der Mme*** vorgegeben. So konzentrierte sich Claude Monet auf die Darstellung einer Frau im edlen Kleid, dessen Schleppe vom Bildrand abgeschnitten wird, vor einem ruhigen Hintergrund und ohne ablenkende Objekte. In Monets Bild ist ebenfalls Bewegung angedeutet, indem sie kurz innehält und sich dann nach rechts wendet. Im Bild von Carolus-Duran ist mit dem Ausziehen der Handschuhe eine ruhigere Bewegung gegeben und das Gesicht der Porträtierten direkt dem Betrachter zugewandt. Im Vergleich zu Monets Camille, bei der eindeutig das Kleid im Zentrum des Bildes steht, ist das Portrait der Mme*** wie der Name bereits angibt eindeutig ein Porträt.

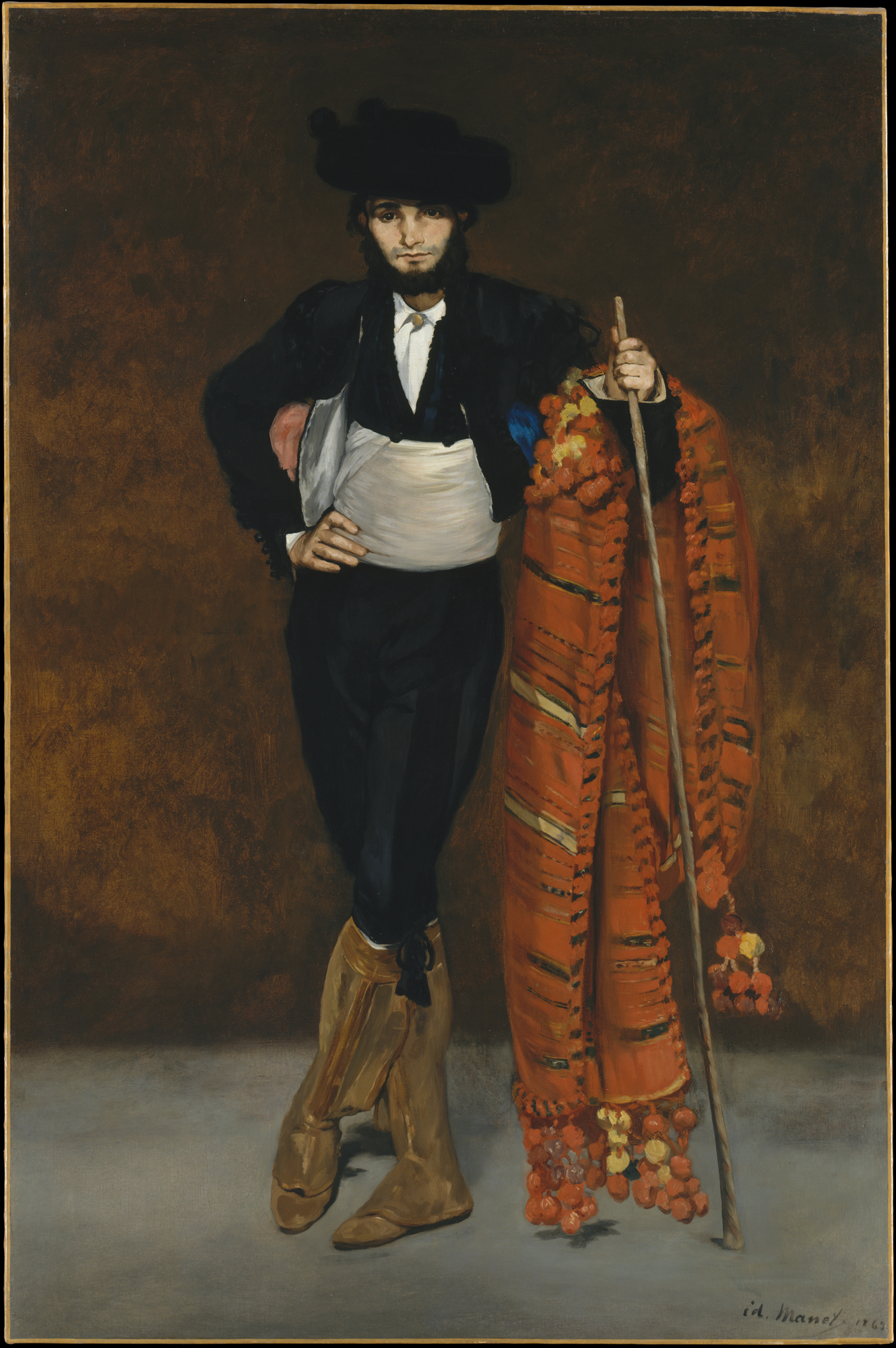
Junger Mann im Kostüm eines Majo von Édouard Manet, 1863
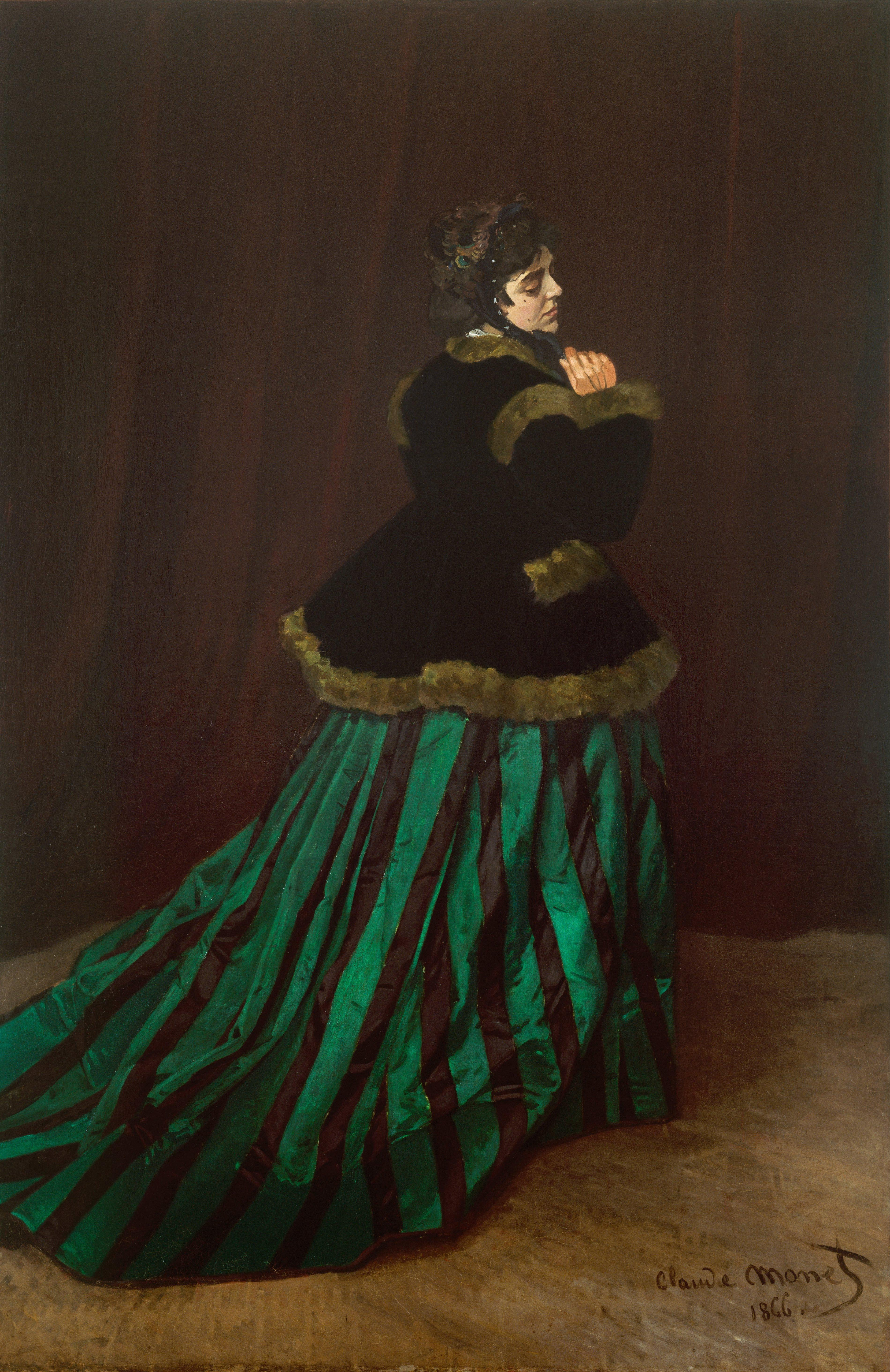
Camille im grünen Kleid von Claude Monet, 1866

## Einordnung in das Werk Carolus-Duran und Kritik
Carolus-Duran gehörte nicht zu den Vertretern der akademischen Malerei, die den Salon dominierte, sondern orientierte sich nach seiner Umsiedlung nach Paris im Jahr 1855 zuerst an Gustave Courbet. Zudem lernte er 1857 den Kreis von Künstlern kennen, der sich um Édouard Manet, Alphonse Legros und Henri Fantin-Latour gebildet hatte. Mit Manet verband ihn auch später eine freundschaftliche Verbindung. So malte dieser 1876 ein ganzfiguriges Porträt von Carolus-Duran und Carolus-Duran im Gegenzug ein Brustbild von Manet.
Im Gegensatz zu Manet und anderen avantgardistischen Künstlern, die zum Teil große skizzenhafte Partien in ihren Bildern beließen und damit Kritik hervorriefen, wählte Carolus-Duran einen Mittelweg zwischen Avantgarde und Konvention. Das Portrait der Mme*** ist das erste ganzfigurige Porträt im Gesamtwerk von Carolus-Duran. Mit der Ausarbeitung des Gesichts und der Hände und dem Kleid, das in der Malweise dem von Monets Camille im grünen Kleid ähnelt, befand er sich näher am Geschmack des Publikums. Die Kritik fiel dementsprechend überwiegend positiv aus. Es gab jedoch auch kritische Stimmen wie die des Kritikers Jules-Antoine Castagnary, der in dem Bild „Tiefe“ vermisste und es als „äußerliches Portrait, oberflächlich sozusagen“ empfand. Berthe Morisot bezeichnete das Bild als „… ziemlich vulgär. Es ist nicht absolut schlecht, aber ich finde es manieriert und flach.“ Der Erfolg, den Carolus-Duran mit dem Portrait der Mme*** bei Salon-Publikum, der Kunstkritik und dem Salon selbst mit dem Gewinn der Medaille hatte, markierte einen Wendepunkt in seinem Schaffen. Zuvor malte er überwiegend Historienbilder und Genreszenen, nun folgten viele Gesellschaftsporträts.

## Provenienz
Das Gemälde Portrait der Mme*** wurde 1875 vom französischen Staat direkt vom Künstler erworben. Dieser Kauf wurde für das Musée du Luxembourg getätigt. 1929 wurde das Bild an den Louvre übergeben. 1982 gelangte das Portrait der Mme*** schließlich in die Sammlung des Musée d’Orsay in Paris, wo es sich noch heute befindet.